# 新尼亞姆茨修道院

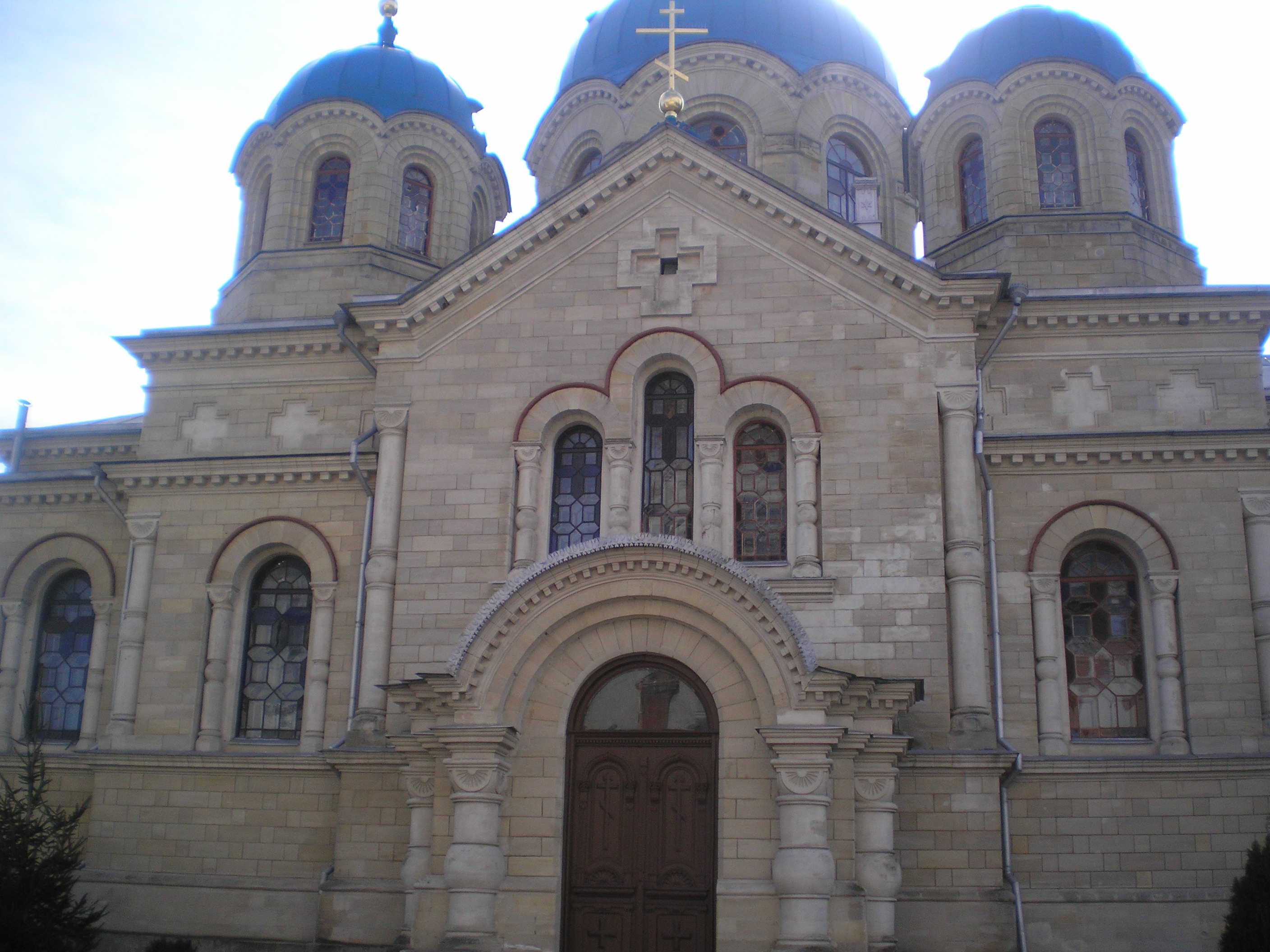
新尼亞姆茨修道院

新尼亞姆茨修道院（羅馬尼亞語：Mănăstirea Noul Neamț）是位於聶斯特河沿岸的一座男子摩爾多瓦正教會修道院。修道院成立於1861年。1962年蘇聯政府關閉了修道院。1989年修道院重新開放。